# Roland Koch (Schriftsteller)
Roland E. Koch (* 2. November 1959 in Hagen) ist ein deutscher Schriftsteller und Literaturwissenschaftler.

## Leben
Koch, neuerdings zur besseren Unterscheidung auch Roland E. Koch, studierte Literaturwissenschaft an der Universität Siegen und in Houston/Texas und promovierte über Heimito von Doderer. Er lebt seit 1986 in Köln, seit 1991 als freier Schriftsteller. 1998/99 und 2001 hatte er Lehraufträge am Deutschen Literaturinstitut Leipzig. Im Wintersemester 2004/05 lehrte er Kreatives Schreiben an der Universität Hildesheim, seit 2008 an der Universität Siegen.
In seinem Roman Dinge, die ich von ihm weiß aus 2011 schilderte er das Leben des Kardinals Clemens August Graf von Galen aus dem Erzähler-Blickwinkel seiner fiktiven Haushälterin.

## Auszeichnungen
- 1992: Rolf-Dieter-Brinkmann-Stipendium der Stadt Köln
- 1992: Förderpreis des Landes Nordrhein-Westfalen für junge Künstlerinnen und Künstler
- 1992: Arbeitsstipendium der Stiftung für Kulturaustausch Amsterdam
- 1994: Aufenthaltsstipendium im Literarischen Colloquium Berlin
- 1995: Bettina-von-Arnim-Preis
- 1996: Aufenthaltsstipendium in der Stiftung Künstlerdorf Schöppingen
- 1997: Arbeitsstipendium des Landes Nordrhein-Westfalen
- 1998: Arbeitsstipendium der Stiftung für Kulturaustausch Amsterdam
- 1999: Stipendium des Heinrich-Heine-Hauses der Stadt Lüneburg
- 1999: Gratwanderpreis
- 2000: Arbeitsstipendium der Stiftung Kunst und Kultur des Landes Nordrhein-Westfalen
- 2000: Stipendium des Else-Heiliger-Fonds
- 2003: Mindener Stadtschreiber
- 2003: Metropolenschreiber-Stipendium Paris
- 2010: Arbeitsstipendium des Landes Nordrhein-Westfalen
- 2015/16: Werkproben-Stipendium des Kultursekretariats NRW

## Werke
- Die Verbildlichung des Glücks, Untersuchungen zum Werk Heimito von Doderers, Tübingen 1989
- Die tägliche Eroberung, Roman, 1991, ISBN 3-442-41441-5
- Helle Nächte, Erzählungen, 1995, ISBN 3-462-02396-9
- Das braune Mädchen, Roman, 1998, ISBN 3-426-61178-3
- Paare, Roman, 2000, ISBN 3-462-02925-8
- Der wilde Osten. Neueste deutsche Literatur, Anthologie, 2002, ISBN 3-596-15658-0
- Ins leise Zimmer, Roman, 2003 ISBN 3-462-03312-3
- Ich dachte an die vielen Morde, Roman, 2009, ISBN 978-3-941037-16-8
- Unter fremdem Himmel, Roman. Dittrich, Berlin 2010. ISBN 978-3-937717-46-3.
- Dinge, die ich von ihm weiß, Roman. Dittrich, Berlin 2011. ISBN 978-3-937717-69-2.
- Geheime Kräfte. Dittrich, Berlin 2013. ISBN 978-3-943941-09-8.

- Alleestraße. 12 Farben, Köln 2014. ISBN 978-3-943182-07-1

- Hörspiel Alleestraße, Regie Fabian von Freier, mit: Ulrich Noethen, Produktion DLF 2016, Länge 60', Ursendung 16. April 2016.[4]
- Der Widerschein des Mondes, Roman, 2016.
- Hörspiel Verhinderungspflege, Regie Thomas Leutzbach, mit Gustav Peter Wöhler, Wiebke Puls, Tilo Nest, April Haller. Produktion WDR 2020, Ursendung 12. März 2020.

## Belege
1. ↑  Autorenprofil Roland E. Koch, Dittrich-Verlag, abgerufen am 9. April 2016.
2. ↑  Biografisches zu Roland E. Koch, Kulturbüro NRW, abgerufen am 9. April 2016.
3. ↑  [http/www.wa.de/kultur/roland-kochs-roman-ueber-kardinal-galen-dinge-weiss-1385822.html Roland E. Kochs Roman über Kardinal von Galen: „Dinge, die ich von ihm weiß“], Rezension auf wa.de 31. August 2011, abgerufen am 9. April 2016.
4. ↑  DLF Ursendung Alleestraße, abgerufen am 9. April 2016.

| Personendaten    | Personendaten                                         |
| ---------------- | ----------------------------------------------------- |
| NAME             | Koch, Roland                                          |
| ALTERNATIVNAMEN  | Koch, Roland E.                                       |
| KURZBESCHREIBUNG | deutscher Schriftsteller und Literaturwissenschaftler |
| GEBURTSDATUM     | 2. November 1959                                      |
| GEBURTSORT       | Hagen                                                 |